# Castello di Avigliana
Il castello di Avigliana è uno dei più antichi castelli del Piemonte (risalirebbe al X secolo): diroccato, si trova ad Avigliana all'imbocco della Val di Susa, a 25 km dal capoluogo Torino.

## Storia

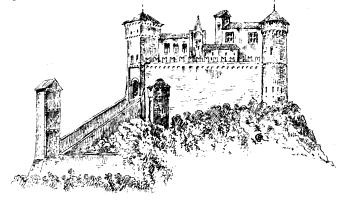
Disegno del castello di Avigliana ricavato da un affresco esistente nella Chiesa di San Pietro

Il castello fu costruito nel 924 dal marchese di Torino Arduino il Glabro. Di mole possente e con alte torri, si sviluppò facilmente grazie alla sua posizione (era l'ultimo baluardo prima di Torino per chi proveniva dalla Francia) subendo nei secoli numerose distruzioni e saccheggi.
Venne menzionato per la prima volta grazie ad una cronaca redatta tra il 1058 ed il 1061. A margine della narrazione dei fatti che portarono alla fondazione tra il 983 ed il 987 della Sacra di San Michele, il cronista descrive che il marchese Arduino V abitualmente risiedeva nel castello di Avigliana. Tale roccaforte svolse anche una funzione difensiva importante ospitando nel X secolo schiere di soldati nella lunga lotta contro l'invasione dei Saraceni nell'Italia nordoccidentale.
Nel 1137 la costruzione è documentata come una delle sedi preferite dal Conte di Savoia Amedeo III quando questi giungeva al di qua delle Alpi (i Conti di Savoia erano penetrati in Piemonte solo nel 1091 dopo aver acquisito l'eredità territoriale della marchesa Adelaide di Susa), divenendone nel secolo successivo centro di espansione degli interessi verso Torino. A testimonianza di ciò in esso nacque Umberto III di Savoia, figlio ed erede di Amedeo III, il 4 agosto 1136. Quando non vi erano i Conti, il castello di Avigliana era la sede stabile del castellano (nominato dal Conte) che amministrava il territorio circostante per conto del suo signore, che a sua volta era feudatario dell'Imperatore del Sacro Romano Impero. 
Federico Barbarossa durante la sua discesa in Italia lo distrusse insieme ai borghi sottostanti Ferronia e Pagliarino, e poi venne ricostruito da Tommaso I di Savoia.

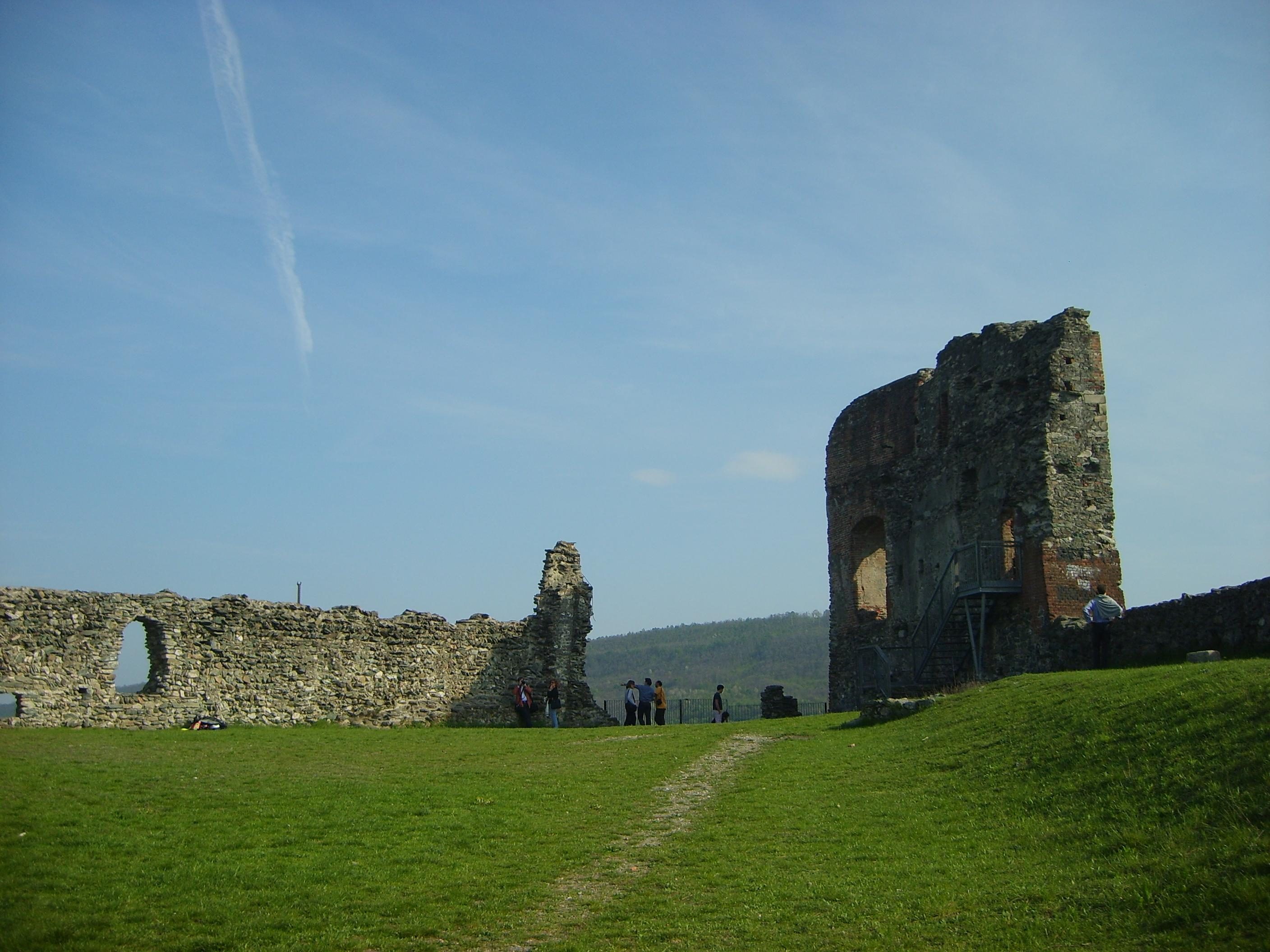
Lo stato attuale del castello: cinta muraria sfondata e stanze a cielo aperto

Nel corso di tre secoli la funzione del castello si affermò definitivamente come uno dei principali centri di comando della contea, creando le condizioni per una rivoluzione urbanistica e insediativa ai piedi della collina su cui sorgeva. Nell'XI secolo castello e villaggio dovevano costituire una struttura insediativa molto elementare; un'altura fortificata con adiacente l'insediamento più antico, disposto a schiera lungo la Via Francigena che scorreva lungo la base settentrionale della protuberanza rocciosa del Monte Pezzulano. 
È molto verosimile che tra le esigenze dei Marchesi di Torino vi fosse la necessità di creare un centro fortificato allo sbocco della Val di Susa verso la pianura di Torino, in una posizione geografica di importanza strategica.
Il 24 febbraio 1360 nel castello di Avigliana nacque Amedeo VII Conte di Savoia, detto il Conte Rosso, e nel 1368 vi fu imprigionato in attesa della condanna a morte per annegamento nel Lago di Avigliana Filippo II di Savoia-Acaia, il principe ribelle che aveva governato Torino per conto del Conte Verde (il quale invece risiedeva con la sua corte al di là delle Alpi). Nell'agosto 1449, infine, le mura del vecchio castello videro la nascita di Bona di Savoia, futura moglie del potente Duca di Milano Galeazzo Maria Sforza.
Dopo il XV secolo e fino alla sua distruzione il castello, finito il periodo dei fasti della corte di Savoia, assunse prevalentemente la funzione di fortezza della bassa Val di Susa. Numerose volte distrutto e sempre riedificato (l'ultima volta da Amedeo di Castellamonte nel 1655) il castello fu distrutto con l'uso delle mine per l'ultima volta dalle truppe francesi del maresciallo Catinat nel maggio del 1691. Non ebbe più modo di essere ricostruito a causa della mutata situazione strategica della zona, con la costruzione dei nuovi forti sabaudi della Brunetta di Susa nel 1708 (abbattuto poi a fine Settecento) e del Forte di Exilles. 
Restano solamente le rovine dell'antico maniero ed una immutata apposizione panoramica.

## Leggende

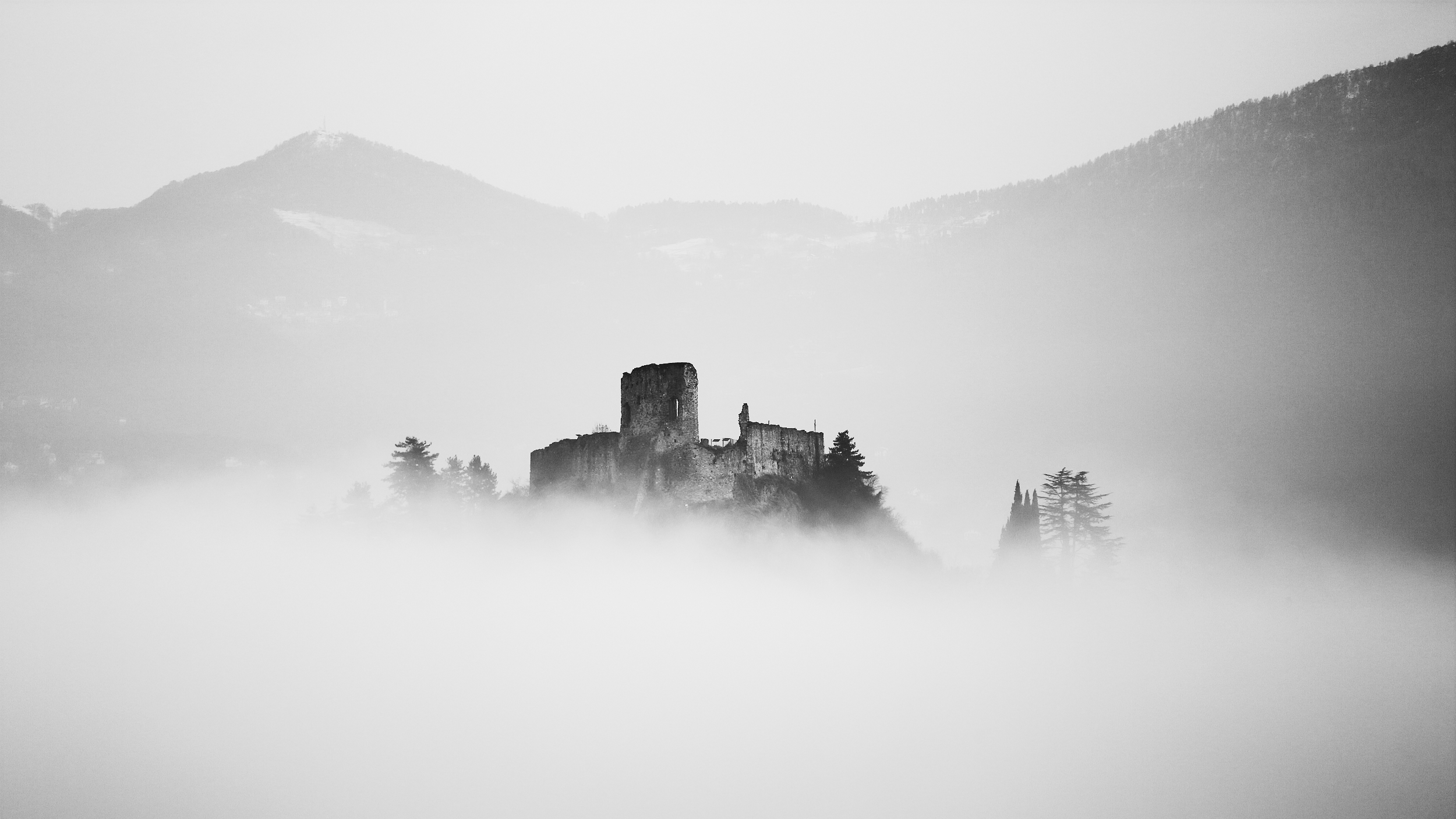
Il castello di Avigliana nella nebbia.

- Si racconta che durante l’ultima battaglia, alcuni soldati francesi, intrufolatisi nella fureria, rubarono una cassa contenente le paghe degli ufficiali e se la svignarono seppellendo il bottino nel boschetto a destra dell’ingresso del castello dove si troverebbe tuttora. La leggenda narra anche di un grosso masso che recherebbe una freccia indicante la direzione in cui cercare il tesoro.
- A causa della sua suggestività, la zona nei pressi delle rovine è ricca di “apparizioni” di spettri; si dice inoltre che Filippo II di Savoia-Acaia venne imprigionato in questo maniero e, avendovi trovato la morte per annegamento, la sua anima aleggerebbe ancora sulla superficie dei laghi.

## Ubicazione
Il castello è situato sulla cima del Monte Pezzulano (467 m s.l.m.) appena sopra l'abitato di Avigliana, ed è facilmente raggiungibile dal cuore del centro storico medievale di Avigliana (Piazza Conte Rosso) attraverso un breve sentiero. Rappresenta un ottimo punto di osservazione sui Laghi di Avigliana (in particolare sul Lago Grande), sulla collina morenica di Rivoli e sulla celebre Sacra di San Michele.